# Шампање (Горња Саона)
Шампање (фр. Champagney) насеље је и општина у источној Француској у региону Франш-Конте, у департману Горња Саона која припада префектури Лир.
По подацима из 2011. године у општини је живело 3803 становника, а густина насељености је износила 103,6 становника/km². Општина се простире на површини од 36,71 km². Налази се на средњој надморској висини од 388 метара (максималној 680 m, а минималној 343 m).

## Демографија
| 1962. | 1968. | 1975. | 1982. | 1990. | 1999. | 2011. |
| ----- | ----- | ----- | ----- | ----- | ----- | ----- |
| 2.851 | 2.912 | 3.068 | 3.275 | 3.283 | 3.310 | 3.803 |

График промене броја становника у току последњих година